# Río los Peces
Río los Peces är en ort i Mexiko.   Den ligger i kommunen Candelaria Loxicha och delstaten Oaxaca, i den sydöstra delen av landet, 500 km sydost om huvudstaden Mexico City. Río los Peces ligger 316 meter över havet och antalet invånare är 132.
Terrängen runt Río los Peces är lite bergig. Runt Río los Peces är det ganska tätbefolkat, med 86 invånare per kvadratkilometer. Närmaste större samhälle är San Pedro Pochutla, 16,0 km sydost om Río los Peces. Omgivningarna runt Río los Peces är en mosaik av jordbruksmark och naturlig växtlighet.